# Hannah Osborne
Hannah Osborne (Waikato, 10 de março de 1994) é uma remadora neozelandesa, medalhista olímpica.

## Carreira
Osborne conquistou a medalha de prata nos Jogos Olímpicos de Verão de 2020 em Tóquio na prova de skiff duplo feminino, ao lado de Brooke Donoghue, com o tempo de 6:44.82.